# Rick Astley

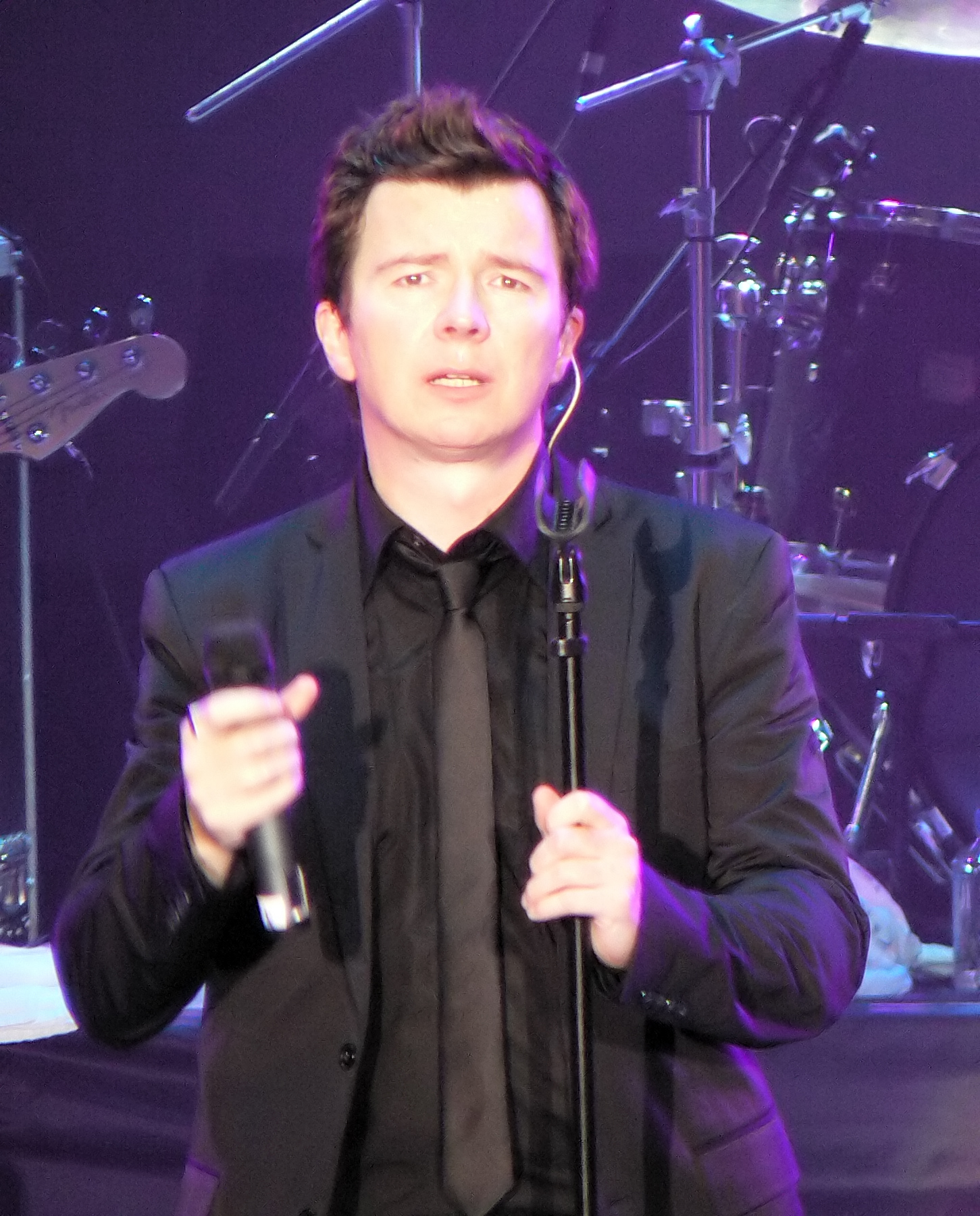
Rick Astley, într-un concert din Singapore, 2008

Richard Paul Astley (n. 6 februarie 1966, Newton-le-Willows, Anglia, Regatul Unit) este un cântăreț, compozitor, prezentator de radio și muzician britanic. A devenit foarte cunoscut datorită piesei sale lansate în 1987 „Never Gonna Give You Up”, care a fost single-ul numărul 1 în 25 de țări. Cântărețul deține recordul ca singurul artist solo de sex masculin ce deține primele 8 single-uri ajunse în Top 10 în Marea Britanie, iar la retragerea sa, în 1993, aproximativ 40 de milioane înregistrări vândute în întreaga lume.

## Biografie
Richard Paul Astley s-a născut pe 6 februarie 1966 în Newton-le-Willows, Lancashire, în prezent Merseyside, fiind al patrulea copil al familiei sale. Părinții lui au divorțat când el avea vârsta de cinci ani, fiind crescut de tatăl său. Și-a început cariera muzicală la vârsta de 10 ani, cântând în corul bisericii locale. În timpul școlii a fost toboșarul în mai multe trupe muzicale locale, timp în care s-a întâlnit cu chitaristul David Morris. După ce s-a lăsat de școală la vârsta șaisprezece ani, Astley a fost angajat ca șofer în afacerea de grădinărit a tatălui său și a devenit toboșarul unei trupe într-un club local.

## Legături externe
- Site web oficial
- Rick Astley on Magic 105.4 FM
- Rick Astley la AllMusic
- Rick Astley la Internet Movie Database